# Dvůr Závrší
Dvůr Závrší je samota, část obce Borovnice v okrese Rychnov nad Kněžnou. Nachází se asi 1,5 km jižně od Borovnice. V roce 2017 zde byly evidovány dvě adresy.

## Historie
Historie dvora Závrší je volně spojena s nedalekým hrádkem Dřel, pod nímž se rozkládala stejnojmenná ves, která patřila od konce 15. století do roku 1568 k borohrádeckému panství a poté k panství potštejnskému. V urbáři tohoto panství je doložena v roce 1587, ale ještě do konce 16. století zanikla, když se Adam Šťastný Hrzán z Harasova († 1598) rozhodl svést její role pod nově založený poplužní dvůr, který dostal jméno Závrší. Zřejmě současně s dvorem vznikla na Závrší i tvrz, která se připomíná poprvé v roce 1603, kdy poručnice Adamovy dcery, Anny Kateřiny Hrzánové, prodala „tvrz a dvůr řečený Závrší, kdež někdy ves Dřel sloula a v ní krčma vejsadní byla“ vdově po Adamovi Šťastném, Kateřině z Klinštejna a Roztok, matce Anny Kateřiny. Ta na Závrší seděla pouhý rok a poté, co se provdala za Ladislava Vostrovce z Kralovic, prodala tvrz a dvůr Janu mladšímu Kapounovi ze Svojkova. Nový majitel pak již po čtyřech letech (v roce 1608) prodal statek Závrší válečníkovi Janovi mladšímu z Bubna, který jej připojil k panství Borovnice, jež získal v roce 1617. O obojí poté v roce 1621 přišel, neboť byl potrestán konfiskací veškerého majetku za svoje aktivity v době druhého stavovského povstání.
S panstvím Borovnice Závrší sdílelo své osudy po většinu 17. století, kdy bylo postupně majetkem Albrechta z Valdštejna (1623), Ferdinanda Zikmunda Kurze ze Senftenova (1623-1636) a na Chocni, Marty ze Seretheinu (1636-1637), Matěje Adama z Bloenštejna (1637-1653), Lidmily Maxmiliány Lukavské z Lukavice (1653-1686) a konečně Jana Petra Hoberka z Henersdorfu (1686-1688), který Borovnici i se Závrším prodal Terezii Eleonoře hraběnce z Ugartu. Ta panství hospodářsky zvelebila a na nedaleké Homoli zřídila poutní kostel Panny Marie Bolestné s významným barokním schodištěm. Od roku 1711 patřila Borovnice spolu se Závrším rodu Zárubů z Hustířan a oba statky byly nejprve v roce 1756 sloučeny s panstvím Choceň, od roku 1830 s panstvím Kostelec nad Orlicí. Tvrz nejpozději na počátku 19. století zanikla, její případné dochované pozůstatky jsou součástí staveb současného dvora. Budovy dvora jsou od první dekády 21. století využívány pro chov koní.